# پائولو ساسانلی
پائولو ساسانلی (انگلیسی: Paolo Sassanelli؛ زادهٔ ۲۹ اکتبر ۱۹۵۸) بازیگر اهل ایتالیا است.
از فیلم‌هایی که وی در آن نقش داشته‌است، می‌توان به ازدواج‌ها، بی‌خیالش، یک پزشک در خانواده و برادر کوچک اشاره کرد.